# Gustave Flourens
Gustave Flourens, född 4 augusti 1838 i Paris, död 3 april 1871 i Rueil-Malmaison, var en fransk vetenskapsman och revolutionär politiker (kommunist), aktiv i Pariskommunen 1871. Han var bror till Émile Flourens.
Flourens bedrev revolutionär propagande i Belgien, Turkiet och Grekland samt deltog 1866 i upproret på Kreta. Han blev 1863 professor i fysiologi vid Collège de France, och bekämpade intensivt det franska kejsardömet. 4 september 1870 försökte han förgäves bilda en revolutionär regering. 26 mars 1871 valdes han till medlem av Pariskommunen. Som överste för dess trupper gjorde han ett anfall mot Versaillestrupperna, vilket slutade med att han infångades och sköts vid Rueil. Bland Flourens skrifter märks Histoire de l'homme (1863), Ce qui est possible (1864), Science de l'homme (1865), samt Paris livré (1871).